# Юань Шао
Юань Шао (спрощ.: 袁绍; кит. трад.: 袁紹; піньїнь: yuán shào) — китайський державний діяч, військовик періоду Саньго. Генерал династії Хань. Регіональний володар.

## Короткі відомості
Гуань Юй походив з повіту Жуянь командирства Жунань. Належав до великого аристократичного роду Юань, з якого вийшли 3 гуни династії Хань. Після смерті імператора Ліна і загибелі головного міністра Хе Цзіна, взяв участь разом із двоюрідним братом Юань Шу у винищенні 2 тисяч придворних євнухів, які узурпували владу в країні.
В результаті приходу до влади диктатора Дун Чжо, був відправлений до провінції, губернатором Бохаю. 190 року, спільно із шаньдунськими аристократами сформував союз з метою повалення диктатури і очолив його. Керував походом на столицю Лоян. Змусив Дун Чжо втекти до Чананя.
Підтримував члена імператорської родини Лю Ю, володаря провінції Ю, на посаду імператора країни, але отримав від нього відмову. 199 року знищив північної-східного володаря Гунсунь Цзана і приєднав до своїх володінь 4 провінції на території Шаньдуна і Хебея. Використовував у війську елітних воїнів з племені ухуань.
Наприкінці життя вступив у боротьбу із Цао Цао. 200 року програв йому у великій битві при Гуаньду. Помер за два роки після поразки.
Спадщина покійного дісталася його сину Юань Шану. Однак через претензії інших синів Юань Таня та Юань Си в роді Юань розпочались міжусобиці, що призвели до падіння цього роду.